# 2011-es CONCACAF-aranykupa
A 2011-es CONCACAF-aranykupa az Észak- és Közép-amerikai, valamint a Karib-térség labdarúgó-válogatottjainak kiírt 11. tornája volt, melyet 2011. június 5–25. között rendeztek. Az esemény házigazdája az Egyesült Államok volt, a döntőnek a pasadenai Rose Bowl adott otthont 2011. június 25-én. A torna győztese részt vesz a 2013-as konföderációs kupán.
A tornán 12 nemzet válogatottja vett részt. A címvédő a mexikói labdarúgó-válogatott volt, amely megvédte címét.

## Részt vevő csapatok
| Csapat                            | Kvalifikáció        | Részvételek száma   |
| Észak-amerikai zóna               | Észak-amerikai zóna | Észak-amerikai zóna |
| --------------------------------- | ------------------- | ------------------- |
| Egyesült Államok                  | Automatikus         | 11                  |
| Mexikó                            | Automatikus         | 11                  |
| Kanada                            | Automatikus         | 10                  |
| A Karibi zóna selejtezője         |                     |                     |
| Jamaica                           | Győztes             | 7                   |
| Guadeloupe                        | Második             | 3                   |
| Kuba                              | Harmadik            | 6                   |
| Grenada                           | Negyedik            | 2                   |
| A Közép-amerikai zóna selejtezője |                     |                     |
| Honduras                          | Győztes             | 10                  |
| Costa Rica                        | Második             | 10                  |
| Panama                            | Harmadik            | 5                   |
| Salvador                          | Negyedik            | 7                   |
| Guatemala                         | Ötödik              | 9                   |

## Helyszínek
A 2009-es CONCACAF-aranykupához hasonlóan, most is 13 helyszínen rendezik a mérkőzéseket.
| Dallas                         | Carson                         | Detroit                        | Charlotte                      | Miami                          |
| ------------------------------ | ------------------------------ | ------------------------------ | ------------------------------ | ------------------------------ |
| Cowboys Stadium                | The Home Depot Center          | Ford Field                     | Bank of America Stadium        | FIU Stadium                    |
| Férőhely: 80 000               | Férőhely: 27 000               | Férőhely: 65 000               | Férőhely: 73 778               | Férőhely: 23 500               |
| Csoportmérkőzések (június 5.)  | Csoportmérkőzések (június 6.)  | Csoportmérkőzések (június 7.)  | Csoportmérkőzések (június 9.)  | Csoportmérkőzések (június 10.) |
|                                |                                |                                |                                |                                |
| Tampa                          | Chicago                        | Harrison                       | Kansas City                    |                                |
| Raymond James Stadium          | Soldier Field                  | Red Bull Arena                 | KC Soccer Stadium              |                                |
| Férőhely: 68 857               | Férőhely: 61 500               | Férőhely: 25 189               | Férőhely: 18 500               |                                |
| Csoportmérkőzések (június 11.) | Csoportmérkőzések (június 12.) | Csoportmérkőzések (június 13.) | Csoportmérkőzések (június 14.) |                                |
|                                |                                |                                |                                |                                |
| East Rutherford                | Washington                     | Houston                        | Pasadena                       |                                |
| New Meadowlands Stadium        | RFK Stadium                    | Reliant Stadium                | Rose Bowl                      |                                |
| Férőhely: 82 566               | Férőhely: 45 596               | Férőhely: 71 500               | Férőhely: 91 136               |                                |
| Negyeddöntők (június 18.)      | Negyeddöntők (június 19.)      | Elődöntők (június 22.)         | Döntő (június 25.)             |                                |
|                                |                                |                                |                                |                                |

## Lebonyolítás
A 12 csapatot három csoportba sorsolták. A sorsolást 2011. március 8-án tartották. A csoportokban körmérkőzéseket játszottak a csapatok. A csoportokból az első két helyezett és a két legjobb harmadik helyezett jutott a negyeddöntőbe. A negyeddöntőtől egyenes kieséses rendszerben folytatódott a torna.

## Eredmények
Minden időpont UTC–4 szerint értendő. Zárójelben a mérkőzések helyi idő szerinti kezdési ideje olvasható.

### Csoportkör
A CONCACAF-aranykupán ha két vagy több csapat a csoportmérkőzések után azonos pontszámmal állt, a következő pontok alapján állapították meg a sorrendet:
1. több szerzett pont az azonosan álló csapatok között lejátszott mérkőzéseken
2. jobb gólkülönbség az azonosan álló csapatok között lejátszott mérkőzéseken
3. több szerzett gól az azonosan álló csapatok között lejátszott mérkőzéseken
4. jobb gólkülönbség az összes csoportmérkőzésen
5. több szerzett gól az összes csoportmérkőzésen
6. sorsolás

| Jelmagyarázat                                                                           |
| --------------------------------------------------------------------------------------- |
| A csoportok első és második helyezettje bejutott az egyenes kieséses szakaszba.         |
| A csoportok legjobb két harmadik helyezettje is bejutott az egyenes kieséses szakaszba. |
| A csoportok legrosszabb harmadik helyezettje és negyedik helyezettek kiesett.           |

#### A csoport
| Csapat     | M | Gy | D | V | G+ | G– | Gk  | P |
| ---------- | - | -- | - | - | -- | -- | --- | - |
| Mexikó     | 3 | 3  | 0 | 0 | 14 | 2  | +12 | 9 |
| Costa Rica | 3 | 1  | 1 | 1 | 7  | 5  | +2  | 4 |
| Salvador   | 3 | 1  | 1 | 1 | 7  | 7  | 0   | 4 |
| Kuba       | 3 | 0  | 0 | 3 | 1  | 16 | –15 | 0 |

| 2011. június 5. 18:00 (17:00 UTC−5) |

| Costa Rica                                     | 5–0               | Kuba |
| ---------------------------------------------- | ----------------- | ---- |
| Ureña 7' 46' Saborío 41' Mora 47' Campbell 71' | (2–0) Jegyzőkönyv |      |

| Cowboys Stadium, Arlington Nézőszám: 21 000 Játékvezető: Roberto Moreno (panamai) |

| 2011. június 5. 20:00 (19:00 UTC−5) |

| Mexikó                                                         | 5–0               | Salvador       |
| -------------------------------------------------------------- | ----------------- | -------------- |
| Juárez 55' de Nigris 58' J. Hernández 60' 67' 90+5' (11-esből) | (0–0) Jegyzőkönyv | González 90+3′ |

| Cowboys Stadium, Arlington Nézőszám: 80 108 Játékvezető: Enrico Wijngaarde (suriname-i) |

| 2011. június 9. 19:00 (19:00 UTC−4) |

| Costa Rica   | 1–1               | Salvador   |
| ------------ | ----------------- | ---------- |
| Brenes 90+5' | (0–1) Jegyzőkönyv | Zelaya 45' |

| Bank of America Stadion, Charlotte Nézőszám: 30 530 Játékvezető: Jair Marrufo (amerikai) |

| 2011. június 9. 21:00 (21:00 UTC−4) |

| Kuba | 0–5               | Mexikó                                                |
| ---- | ----------------- | ----------------------------------------------------- |
|      | (0–1) Jegyzőkönyv | J. Hernández 35' 76' dos Santos 63' 68' de Nigris 65' |

| Bank of America Stadion, Charlotte Nézőszám: 46 012 Játékvezető: Courtney Campbell (jamaicai) |

| 2011. június 12. 18:00 (17:00 UTC−5) |

| Salvador                                                           | 6–1               | Kuba        |
| ------------------------------------------------------------------ | ----------------- | ----------- |
| Zelaya 13' 71' Romero 29' Blanco 69' Alvarez 84' Quintanilla 90+4' | (2–0) Jegyzőkönyv | Márquez 83' |

| Soldier Field, Chicago Nézőszám: 62 000 Játékvezető: Neal Brizan (Trinidad és Tobagó-i) |

| 2011. június 12. 20:00 (19:00 UTC−5) |

| Mexikó                                   | 4–1               | Costa Rica |
| ---------------------------------------- | ----------------- | ---------- |
| Márquez 17' Guardado 19' 26' Barrera 38' | (4–0) Jegyzőkönyv | Ureña 69'  |

| Soldier Field, Chicago Nézőszám: 62 000 Játékvezető: Roberto Moreno (panamai) |

#### B csoport
| Csapat    | M | Gy | D | V | G+ | G– | Gk  | P |
| --------- | - | -- | - | - | -- | -- | --- | - |
| Jamaica   | 3 | 3  | 0 | 0 | 7  | 0  | +7  | 9 |
| Honduras  | 3 | 1  | 1 | 1 | 7  | 2  | +5  | 4 |
| Guatemala | 3 | 1  | 1 | 1 | 4  | 2  | +2  | 4 |
| Grenada   | 3 | 0  | 0 | 3 | 1  | 15 | –14 | 0 |

| 2011. június 6. 21:00 (18:00 UTC−7) |

| Jamaica                                           | 4–0               | Grenada |
| ------------------------------------------------- | ----------------- | ------- |
| Shelton 21' Johnson 39' Phillips 79' O. Daley 84' | (2–0) Jegyzőkönyv |         |

| The Home Depot Center, Carson Nézőszám: 21 520 Játékvezető: Baldomero Toledo (amerikai) |

| 2011. június 6. 23:00 (20:00 UTC−7) |

| Honduras | 0–0         | Guatemala        |
| -------- | ----------- | ---------------- |
|          | Jegyzőkönyv | Cabrera 50′, 61′ |

| The Home Depot Center, Carson Nézőszám: 21 520 Játékvezető: Francisco Chacón (mexikói) |

| 2011. június 10. 19:00 (19:00 UTC−4) |

| Jamaica          | 2–0               | Guatemala        |
| ---------------- | ----------------- | ---------------- |
| Phillips 66' 76' | (0–0) Jegyzőkönyv | Noriega 34′, 70′ |

| FIU Stadium, Miami Nézőszám: 18 057 Játékvezető: Walter Quesada (Costa Rica-i) |

| 2011. június 10. 21:00 (21:00 UTC−4) |

| Grenada    | 1–7               | Honduras                                                        |
| ---------- | ----------------- | --------------------------------------------------------------- |
| Murray 20' | (1–3) Jegyzőkönyv | Bengtson 26' 37' Costly 28' 67' 71' W. Martínez 88' Mejía 90+3' |

| FIU Stadium, Miami Nézőszám: 18 057 Játékvezető: David Gantar (kanadai) |

| 2011. június 13. 19:00 (19:00 UTC−4) |

| Guatemala                                      | 4–0               | Grenada |
| ---------------------------------------------- | ----------------- | ------- |
| Del Aguila 16' Pappa 22' Ruiz 54' Gallardo 59' | (2–0) Jegyzőkönyv |         |

| Red Bull Arena, Harrison Nézőszám: 25 000 Játékvezető: Baldomero Toledo (amerikai) |

| 2011. június 13. 21:00 (21:00 UTC−4) |

| Honduras | 0–1               | Jamaica     |
| -------- | ----------------- | ----------- |
|          | (0–1) Jegyzőkönyv | Johnson 36' |

| Red Bull Arena, Harrison Nézőszám: 25 000 Játékvezető: Joel Aguilar (salvadori) |

#### C csoport
| Csapat           | M | Gy | D | V | G+ | G– | Gk | P |
| ---------------- | - | -- | - | - | -- | -- | -- | - |
| Panama           | 3 | 2  | 1 | 0 | 6  | 4  | +2 | 7 |
| Egyesült Államok | 3 | 2  | 0 | 1 | 4  | 2  | +2 | 6 |
| Kanada           | 3 | 1  | 1 | 1 | 2  | 3  | –1 | 4 |
| Guadeloupe       | 3 | 0  | 0 | 3 | 2  | 5  | –3 | 0 |

| 2011. június 7. 18:00 (18:00 UTC−4) |

| Panama                                    | 3–2               | Guadeloupe                   |
| ----------------------------------------- | ----------------- | ---------------------------- |
| Pérez 29' Tejada 31' Gómez 57' (11-esből) | (2–0) Jegyzőkönyv | Tacalfred 38′ Jovial 65' 78' |

| Ford Field, Detroit Nézőszám: 28 209 Játékvezető: Marlon Mejia (salvadori) |

| 2011. június 7. 20:00 (20:00 UTC−4) |

| Egyesült Államok         | 2–0               | Kanada |
| ------------------------ | ----------------- | ------ |
| Altidore 15' Dempsey 62' | (1–0) Jegyzőkönyv |        |

| Ford Field, Detroit Nézőszám: 28 209 Játékvezető: Walter López (guatemalai) |

| 2011. június 11. 18:00 (18:00 UTC−4) |

| Kanada                    | 1–0               | Guadeloupe   |
| ------------------------- | ----------------- | ------------ |
| De Rosario 51' (11-esből) | (0–0) Jegyzőkönyv | Lambourde 4′ |

| Raymond James Stadion, Tampa Nézőszám: 27 731 Játékvezető: Trevor Taylor (barbadosi) |

| 2011. június 11. 20:00 (20:00 UTC−4) |

| Egyesült Államok | 1–2               | Panama                                   |
| ---------------- | ----------------- | ---------------------------------------- |
| Goodson 66'      | (0–2) Jegyzőkönyv | Goodson 19' (öngól) Gómez 36' (11-esből) |

| Raymond James Stadion, Tampa Nézőszám: 27 731 Játékvezető: Marco Rodríguez (mexikói) |

| 2011. június 14. 19:00 (18:00 UTC−5) |

| Kanada                    | 1–1               | Panama       |
| ------------------------- | ----------------- | ------------ |
| De Rosario 62' (11-esből) | (0–0) Jegyzőkönyv | Tejada 90+1' |

| Livestrong Sporting Park, Kansas City Nézőszám: 20 109 Játékvezető: Walter López (guatemalai) |

| 2011. június 14. 21:00 (20:00 UTC−5) |

| Guadeloupe | 0–1               | Egyesült Államok |
| ---------- | ----------------- | ---------------- |
|            | (0–1) Jegyzőkönyv | Altidore 9'      |

| Livestrong Sporting Park, Kansas City Nézőszám: 20 109 Játékvezető: Marlon Mejia (salvadori) |

#### Harmadik helyezett csapatok sorrendje
Sorrend meghatározása

A versenyszabályzata alapján, a harmadik helyezettek sorrendjét az alábbiak alapján kell meghatározni:
1. az összes mérkőzésen szerzett több pont
2. az összes mérkőzésen elért jobb gólkülönbség
3. az összes mérkőzésen szerzett több gól
4. fair play pontszám
5. sorsolás

| Csoport | Csapat    | M | Gy | D | V | G+ | G– | Gk | P |
| ------- | --------- | - | -- | - | - | -- | -- | -- | - |
| B       | Guatemala | 3 | 1  | 1 | 1 | 4  | 2  | +2 | 4 |
| A       | Salvador  | 3 | 1  | 1 | 1 | 7  | 7  | 0  | 4 |
| C       | Kanada    | 3 | 1  | 1 | 1 | 2  | 3  | –1 | 4 |

### Egyenes kieséses szakasz
|  |                              |                  |                      |                      |   |                  |                       |           |  |  |       |       |       |
|  | Negyeddöntők                 | Negyeddöntők     | Negyeddöntők         |                      |   | Elődöntők        | Elődöntők             | Elődöntők |  |  | Döntő | Döntő | Döntő |
|  | Negyeddöntők                 | Negyeddöntők     | Negyeddöntők         |                      |   | Elődöntők        | Elődöntők             | Elődöntők |  |  | Döntő | Döntő | Döntő |
|  | június 19. – Washington      |                  |                      |                      |   |                  |                       |           |  |  |       |       |       |
|  |                              |                  |                      |                      |   |                  |                       |           |  |  |       |       |       |
|  | Jamaica                      | Jamaica          | 0                    |                      |   |                  |                       |           |  |  |       |       |       |
|  | Jamaica                      | Jamaica          | 0                    | június 22. – Houston |   |                  |                       |           |  |  |       |       |       |
|  | Egyesült Államok             | Egyesült Államok | 2                    |                      |   |                  |                       |           |  |  |       |       |       |
|  | Egyesült Államok             | Egyesült Államok | 2                    |                      |   | Egyesült Államok | Egyesült Államok      | 1         |  |  |       |       |       |
|  | június 19. – Washington      |                  |                      |                      |   | Egyesült Államok | Egyesült Államok      | 1         |  |  |       |       |       |
|  |                              |                  | Panama               | Panama               | 0 |                  |                       |           |  |  |       |       |       |
|  | Panama                       | Panama           | Panama               | Panama               | 0 | 1 (5)            |                       |           |  |  |       |       |       |
|  | Panama                       | Panama           |                      |                      |   | 1 (5)            | június 25. – Pasadena |           |  |  |       |       |       |
|  | Salvador                     | Salvador         | 1 (3)                |                      |   |                  |                       |           |  |  |       |       |       |
|  | Salvador                     | Salvador         | 1 (3)                |                      |   | Egyesült Államok | Egyesült Államok      | 2         |  |  |       |       |       |
|  | június 18. – East Rutherford |                  |                      |                      |   | Egyesült Államok | Egyesült Államok      | 2         |  |  |       |       |       |
|  |                              |                  | Mexikó               | Mexikó               | 4 |                  |                       |           |  |  |       |       |       |
|  | Costa Rica                   | Costa Rica       | Mexikó               | Mexikó               | 4 | 1 (2)            |                       |           |  |  |       |       |       |
|  | Costa Rica                   | Costa Rica       | június 22. – Houston |                      |   | 1 (2)            |                       |           |  |  |       |       |       |
|  | Honduras                     | Honduras         | 1 (4)                |                      |   |                  |                       |           |  |  |       |       |       |
|  | Honduras                     | Honduras         | 1 (4)                |                      |   | Honduras         | Honduras              | 0         |  |  |       |       |       |
|  | június 18. – East Rutherford |                  |                      |                      |   | Honduras         | Honduras              | 0         |  |  |       |       |       |
|  |                              |                  | Mexikó               | Mexikó               | 2 |                  |                       |           |  |  |       |       |       |
|  | Mexikó                       | Mexikó           | Mexikó               | Mexikó               | 2 | 2                |                       |           |  |  |       |       |       |
|  | Mexikó                       | Mexikó           |                      |                      |   |                  |                       |           |  |  |       |       |       |
|  | Guatemala                    | Guatemala        | 1                    |                      |   |                  |                       |           |  |  |       |       |       |
|  | Guatemala                    | Guatemala        | 1                    |                      |   |                  |                       |           |  |  |       |       |       |
|  |                              |                  |                      |                      |   |                  |                       |           |  |  |       |       |       |

#### Negyeddöntők
| 2011. június 18. 17:00 (17:00 UTC−4) |

| Costa Rica                   | 1–1 (h. u.)                 | Honduras                           |
| ---------------------------- | --------------------------- | ---------------------------------- |
| Marshall 56'                 | (0–0, 1–1, 1–1) Jegyzőkönyv | Bengtson 49'                       |
| Büntetőpárbaj                |                             |                                    |
| Borges Ruiz Saborío Campbell | 2–4                         | Costly Bernárdez Palacios Bengtson |

| New Meadowlands Stadium, East Rutherford Nézőszám: 78 807 Játékvezető: Roberto Moreno (panamai) |

| 2011. június 18. 20:00 (20:00 UTC−4) |

| Mexikó                         | 2–1               | Guatemala |
| ------------------------------ | ----------------- | --------- |
| de Nigris 48' J. Hernández 66' | (0–1) Jegyzőkönyv | Ruiz 5'   |

| New Meadowlands Stadium, East Rutherford Nézőszám: 78 807 Játékvezető: Courtney Campbell (jamaicai) |

| 2011. június 19. 15:00 (15:00 UTC−4) |

| Jamaica    | 0–2               | Egyesült Államok      |
| ---------- | ----------------- | --------------------- |
| Taylor 67′ | (0–0) Jegyzőkönyv | Jones 49' Dempsey 79' |

| RFK Stadion, Washington Nézőszám: 45 424 Játékvezető: Marco Rodríguez (mexikói) |

| 2011. június 19. 18:00 (18:00 UTC−4) |

| Panama                                 | 1–1                         | Salvador                             |
| -------------------------------------- | --------------------------- | ------------------------------------ |
| Tejada 90' Pérez 90′                   | (0–0, 1–1, 1–1) Jegyzőkönyv | Zelaya 78' (11-esből) Anaya 45′, 90′ |
| Büntetőpárbaj                          |                             |                                      |
| Barahona Rentería Godoy Amílcar Tejada | 5–3                         | D. Alas Romero Zelaya Flores         |

| RFK Stadion, Washington Nézőszám: 45 424 Játékvezető: Walter Quesada (Costa Rica-i) |

#### Elődöntők
| 2011. június 22. 19:00 (18:00 UTC−5) |

| Egyesült Államok | 1–0               | Panama |
| ---------------- | ----------------- | ------ |
| Dempsey 76'      | (0–0) Jegyzőkönyv |        |

| Reliant Stadion, Houston Nézőszám: 70 627 Játékvezető: Enrico Wijngaarde (Suriname-i) |

| 2011. június 22. 22:00 (21:00 UTC−5) |

| Honduras            | 0–2 (h. u.)                 | Mexikó                      |
| ------------------- | --------------------------- | --------------------------- |
| Espinoza 109′, 115′ | (0–0, 0–0, 0–2) Jegyzőkönyv | de Nigris 93' Hernández 99' |

| Reliant Stadion, Houston Nézőszám: 70 627 Játékvezető: Walter López (guatemalai) |

#### Döntő
| 2011. június 25. 21:00 (18:00 UTC−7) |

| Egyesült Államok       | 2–4               | Mexikó                                         |
| ---------------------- | ----------------- | ---------------------------------------------- |
| Bradley 8' Donovan 23' | (2–2) Jegyzőkönyv | Barrera 29' 50' Guardado 36' G. dos Santos 76' |

| Rose Bowl, Pasadena Nézőszám: 93 420 Játékvezető: Joel Aguilar (salvadori) |

| 2011-es CONCACAF-aranykupa bajnoka: |
| ----------------------------------- |
| MEXIKÓ 9. cím                       |

### Végeredmény
Az első két helyezett utáni sorrend nem tekinthető hivatalosnak, mivel ezekért a helyekért nem játszottak mérkőzéseket. E helyezések meghatározásához az alábbiak lettek figyelembe véve:
1. több szerzett pont (a 11-esekkel eldöntött találkozók a hosszabbítást követő eredménnyel, döntetlenként vannak feltüntetve)
2. jobb csoportbeli helyezés
3. jobb gólkülönbség
4. több szerzett gól

A hazai csapat eltérő háttérszínnel kiemelve.
| Helyezés | Csapat           | M | Gy | D | V | G+ | G– | Gk  | P  |  |
| -------- | ---------------- | - | -- | - | - | -- | -- | --- | -- |  |
| Arany    | Mexikó           | 6 | 6  | 0 | 0 | 22 | 4  | +18 | 18 |  |
| Ezüst    | Egyesült Államok | 6 | 4  | 0 | 2 | 9  | 6  | +3  | 12 |  |
| Bronz    | Panama           | 5 | 2  | 2 | 1 | 7  | 6  | +1  | 8  |  |
| Bronz    | Honduras         | 5 | 1  | 2 | 2 | 8  | 5  | +3  | 5  |  |
|          |                  |   |    |   |   |    |    |     |    |  |
| 5.       | Jamaica          | 4 | 3  | 0 | 1 | 7  | 2  | +5  | 9  |  |
| 6.       | Costa Rica       | 4 | 1  | 2 | 1 | 8  | 6  | +2  | 5  |  |
| 7.       | Salvador         | 4 | 1  | 2 | 1 | 8  | 8  | 0   | 5  |  |
| 8.       | Guatemala        | 4 | 1  | 1 | 2 | 5  | 4  | +1  | 4  |  |
|          |                  |   |    |   |   |    |    |     |    |  |
| 9.       | Kanada           | 3 | 1  | 1 | 1 | 2  | 3  | –1  | 4  |  |
| 10.      | Guadeloupe       | 3 | 0  | 0 | 3 | 2  | 5  | –3  | 0  |  |
| 11.      | Grenada          | 3 | 0  | 0 | 3 | 1  | 15 | –14 | 0  |  |
| 12.      | Kuba             | 3 | 0  | 0 | 3 | 1  | 16 | –15 | 0  |  |

## Gólszerzők
7 gólos
- Javier Hernández

4 gólos
| - Rodolfo Zelaya | - Aldo de Nigris |  |

3 gólos
| - Marco Ureña - Jerry Bengtson - Carlo Costly | - Demar Phillips - Pablo Barrera - Giovani dos Santos | - José Andrés Guardado - Luis Tejada - Clint Dempsey |

2 gólos
| - Dwayne De Rosario - Brice Jovial | - Carlos Ruiz - Ryan Johnson | - Gabriel Gómez - Jozy Altidore |

1 gólos
| - Randall Brenes - Joel Campbell - Dennis Marshall - Heiner Mora - Álvaro Saborío - Yénier Márquez - Arturo Alvarez - Lester Blanco | - Eliseo Quintanilla - Osael Romero - Clive Murray - José Javier del Aguila - Carlos Gallardo - Marco Pappa - Walter Martínez - Alfredo Mejía | - Omar Daley - Luton Shelton - Efraín Juárez - Rafael Márquez - Blas Pérez - Michael Bradley - Landon Donovan - Clarence Goodson |

Öngól
- Clarence Goodson (Panama ellen)
- Jermaine Taylor (az USA ellen)